# Separador balístic
Un separador balístic és una màquina utilitzada en plantes mecanitzades, que separa els materials més lleugers dels que són més pesants aprofitant la diferent trajectòria que tenen quan són llençats a l'aire i quan llisquen, rodolen o reboten sobre una superfície. Una rampa de classificació formada per plataformes vibrants té un moviment que van impulsant els sòlids cap amunt, i els elements lleugers i plans segueixen aquesta direcció però els però els sòlids pesants i voluminosos tendeixen a rodolar cap avall i així surten per l'extrem oposat de la màquina. A més, les plataformes tenen forats que fan de garbell per deixar caure els materials fins que es dirigeixen cap a una tercera sortida.
Es poden trobar en plantes de reciclatge o triatge de residus.